# 코무나르도 니콜라이
코무나르도 니콜라이(이탈리아어: Comunardo Niccolai komuˈnardo nikkoˈlai[*], 1946년 12월 15일~2024년 7월 2일)는 이탈리아의 축구 선수로, 수비수로 활약했다.

## 클럽 경력
강인하며, 츅체적으로 강한 중앙 수비수인 니콜라이는 1963년에 토레스에서 축구를 시작했고, 칼리아리로 이적해 1964년부터 1976년까지 활약하며 1969-70 시즌에 구단의 하나밖에 없는 세리에 A 우승을 달성했다. 그는 1977년에 페루자에서 현역 은퇴했는데, 니콜라이는 세리에 A 218번의 경기에 출전했고, 현재까지 자책골을 자주 넣은 선수로 회자되는데, 이 중에 몇 골은 예술적으로 들어갔다고 평가되고 있다.

## 국가대표팀 경력
니콜라이는 1970년에 이탈리아 국가대표팀 경기에 3번 출전했고, 1970년 월드컵에 참가해 준우승의 성과를 거두었다. 그는 스웨덴과의 6월 3일 조별 리그 1차전 경기에 37분 로베르토 로사토와 교체되어 나갔는데, 1-0으로 이긴 이 경기에서 그는 부상을 당해 나머지 경기에 출전하지 못했다. 그로 인해 마닐로 스코피뇨 칼리아리 감독은 "제가 인생에 무엇이 일어나든 예상할 수 있지만, 니콜라이를 국가대표 중계에서 보리라고는 상상을 못했습니다"라고 말하기에 이르었다.

## 은퇴 후
그는 은퇴 후 이탈리아 축구 연맹 소속으로 국가대표팀 스카우트로 근무했다. 그는 칼리아리 U-18 선수단의 감독진으로 근무하기도 했다.

## 수상

### 클럽
칼리아리
- 세리에 A: 1969–70

### 국가대표팀
이탈리아
- 월드컵 준우승: 1970